# Zosterops mouroniensis
Zosterops mouroniensis là một loài chim trong họ Zosteropidae.